# East Carolina Pirates

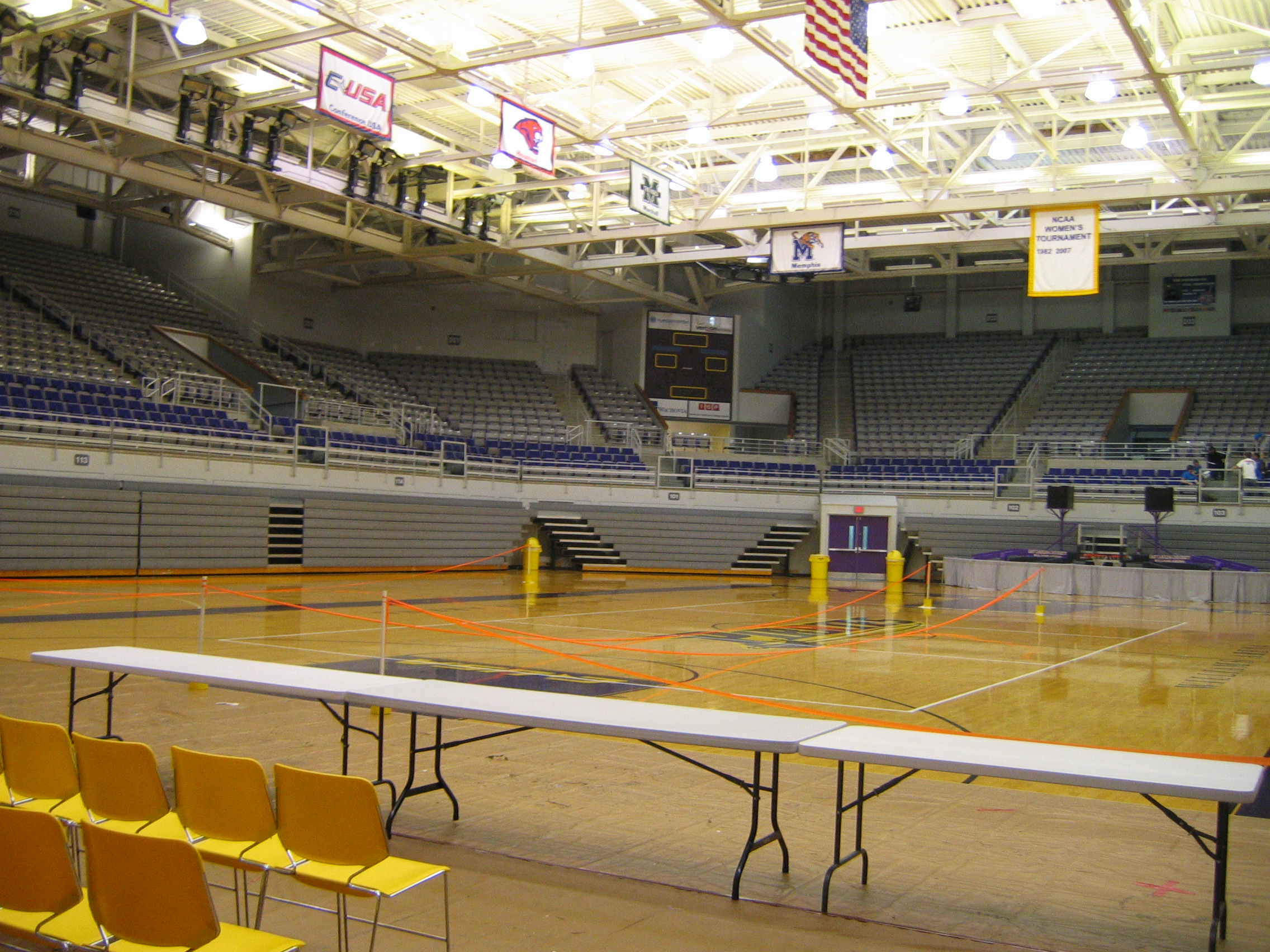
Minges Coliseum.

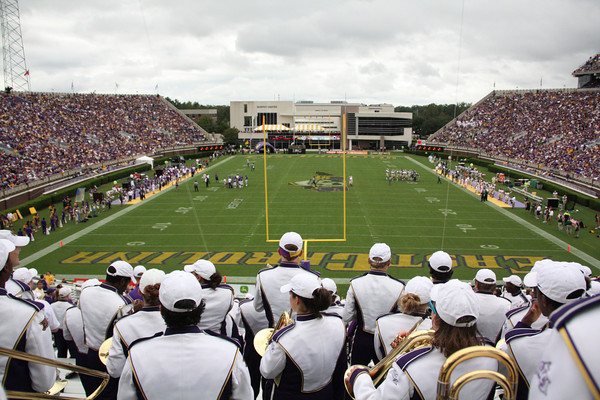
Dowdy-Ficklen Stadium.

East Carolina Pirates (español: Piratas de Carolina del Este) es el equipo deportivo de la Universidad del Este de Carolina, situada en Greenville, en el estado de Carolina del Norte. Los equipos de los Pirates participan en las competiciones universitarias organizadas por la NCAA, y forma parte de la American Athletic Conference. Sus colores son el oro viejo y el púrpura.

## Origen del nombre
Los piratas siempre han estado asociados a la costa del estado de Carolina del Norte. De hecho, uno de los más conocidos, Barbanegra residió allí. El apodo fue elegido oficialmente en 1934. En 1983 se organizó un concurso para dar nombre a la mascota, siendo elegido el de Pee Dee el Pirata. El Pee Dee es un río que transcurre por la frontera entre North Carolina y Carolina del Sur, y que era antiguamente asentamiento de los piratas que por allí aparecían.
Los colores de la universidad, el oro viejo y el púrpura, fueron decididos por los primeros estudiantes de la universidad, en 1909.

## Programa deportivo
Los Pirates compiten en las siguientes modalidades deportivas:
| Masculinos - Atletismo - Atletismo de cubierta - Baloncesto - Béisbol - Cross - Golf - Fútbol americano - Natación y Saltos de trampolín - Tenis | Femeninos - Atletismo - Atletismo de cubierta - Baloncesto - Cross - Fútbol - Golf - Lacrosse - Tenis - Natación y Saltos de trampolín - Sóftbol - Voleibol |

### Fútbol americano
El fútbol americano comenzó en East Carolina en el año 1932, y desde entonces han participado en 12 partidos bowl. Desde 1961, los Pirates han sido seleccionados en el draft de la NFL en 52 ocasiones. 8 jugadores de la universidad han llegado a jugar en 11 ocasiones la Super Bowl, ganándola 5 veces.

### Béisbol
El equipo de los Pirates está considerado como uno de los mejores de la nación. De hecho, en 54 de las últimas 56 ediciones del campeonato de la NCAA han acabasdo con mayor número de victorias que de derrotas. Han participado en 21 ocasiones en la fase final del campeonato, la última de ellas en 2005. Más de 100 jugadores salidos de este equipo han llegado a jugar en las Ligas Mayores.

### Baloncesto
Cinco jugadores han llegado a la NBA procedentes de esta universidad, destacando por encima de todos Blue Edwards, que disputó diez temporadas.